# Degradation Trip Vol. 1 & 2
Degradation Trip Vol. 1 & 2 – podwójny album muzyczny gitarzysty grupy Alice in Chains Jerry’ego Cantrella. Jest rozszerzoną wersją płyty Degradation Trip, która ukazała się na rynku 18 czerwca 2002 roku. Album w wersji rozszerzonej ukazał się nakładem wytwórni Roadrunner 26 listopada 2002 roku. Wszystkie utwory zostały napisane i skomponowane przez Cantrella na długo przed ukazaniem się albumu.

## Informacje
W książeczce dołączonej do albumu znajduje się artykuł Dona Kaye zatytułowany Long, Strange Trip. Kaye opisuje w nim album, oraz zamieszcza cytaty Cantrella, który opowiada procesie tworzenia jak i samego wydania albumu. Muzyk wspomina że miał w zapasie nawet ponad trzydzieści utworów i że mógł to być potrójny album. Jako przykład podaje tutaj płytę George’a Harrisona All Things Must Pass. 
Cantrell pracował nad utworami przez nieco ponad 4 miesiące w 1998 roku. W tym czasie gitarzysta skomponował 25 piosenek. W jednym z wywiadów muzyk zwrócił uwagę, że zostały one zainspirowane "upadkiem Alice in Chains". Cantrell stwierdził, że było to spojrzenie na sytuację, w której musiał iść dalej. W konsekwencji albumy Degradation Trip oraz Degradation Trip Vol. 1 & 2 oferują różnego rodzaju mroczne motywy i czarne wizualizacje. Utwory takie jak "Bargain Basement Howarda Hughesa" czy "Pig Charmer" bezpośrednio odnoszą się do relacji między Cantrellem a byłym partnerem z zespołu Layne Staleyem. Utwory "Owned" i "Pro False Idol" to opis kariery Cantrella i jego statusu jako muzyka, a "Feel the Void" i "31/32" koncentrują się na zbadaniu zmarnowanej koncepcji życia. Cantrell w jednym z wywiadów stwierdził, że podczas procesu tworzenia albumu, często zastanawiał się nad tym czy jest szalony czy nie. Spojrzenie na te wszystkie wydarzenia z perspektywy czasu, pozwoliły mu na nowo spojrzeć na życie.

## Lista utworów
| Nr. |  | Tytuł                                               | Tekst          | Muzyka         | Długość |
| --- |  | --------------------------------------------------- | -------------- | -------------- | ------- |
| 1.  |  | "Psychotic Break"                                   | Jerry Cantrell | Jerry Cantrell | 4:09    |
| 2.  |  | "Bargain Basement Howard Hughes"                    | Jerry Cantrell | Jerry Cantrell | 5:38    |
| 3.  |  | "Owned"                                             | Jerry Cantrell | Jerry Cantrell | 5:18    |
| 4.  |  | "Angel Eyes"                                        | Jerry Cantrell | Jerry Cantrell | 4:44    |
| 5.  |  | "Solitude"                                          | Jerry Cantrell | Jerry Cantrell | 4:00    |
| 6.  |  | "Mother's Spinning in Her Grave (Glass Dick Jones)" | Jerry Cantrell | Jerry Cantrell | 3:53    |
| 7.  |  | "Hellbound"                                         | Jerry Cantrell | Jerry Cantrell | 6:46    |
| 8.  |  | "Spiderbite"                                        | Jerry Cantrell | Jerry Cantrell | 6:38    |
| 9.  |  | "Pro False Idol"                                    | Jerry Cantrell | Jerry Cantrell | 7:18    |
| 10. |  | "Feel The Void"                                     | Jerry Cantrell | Jerry Cantrell | 6:57    |
| 11. |  | "Locked On"                                         | Jerry Cantrell | Jerry Cantrell | 5:37    |
| 12. |  | "Gone"                                              | Jerry Cantrell | Jerry Cantrell | 5:08    |
|     |  |                                                     |                |                |         |

### CD 2
| Nr. |  | Tytuł                              | Tekst          | Muzyka         | Długość |
| --- |  | ---------------------------------- | -------------- | -------------- | ------- |
| 1.  |  | "Castaway"                         | Jerry Cantrell | Jerry Cantrell | 4:59    |
| 2.  |  | "Chemical Tribe"                   | Jerry Cantrell | Jerry Cantrell | 6:35    |
| 3.  |  | "What it Takes"                    | Jerry Cantrell | Jerry Cantrell | 4:44    |
| 4.  |  | "Dying Inside"                     | Jerry Cantrell | Jerry Cantrell | 6:26    |
| 5.  |  | "Siddhartha"                       | Jerry Cantrell | Jerry Cantrell | 6:02    |
| 6.  |  | "Hurts Don't It?" (instrumentalny) |                | Jerry Cantrell | 4:46    |
| 7.  |  | "She Was My Girl"                  | Jerry Cantrell | Jerry Cantrell | 3:59    |
| 8.  |  | "Pig Charmer"                      | Jerry Cantrell | Jerry Cantrell | 8:11    |
| 9.  |  | "Anger Rising"                     | Jerry Cantrell | Jerry Cantrell | 6:14    |
| 10. |  | "S.O.S."                           | Jerry Cantrell | Jerry Cantrell | 5:07    |
| 11. |  | "Give it a Name"                   | Jerry Cantrell | Jerry Cantrell | 4:02    |
| 12. |  | "Thanks Anyway"                    | Jerry Cantrell | Jerry Cantrell | 5:26    |
| 13. |  | "31/32"                            | Jerry Cantrell | Jerry Cantrell | 7:25    |
|     |  |                                    |                |                |         |

## Twórcy
Opracowano na podstawie materiału źródłowego:
- Jerry Cantrell - śpiew, gitara rytmiczna, gitara prowadząca
- Robert Trujillo - gitara basowa
- Mike Bordin - perkusja

Muzycy sesyjni
- Walter Earl - instrumenty perkusyjne
- Chris DeGarmo - gitara elektryczna (utwór "Anger Rising")

Produkcja
- Producent muzyczny: Jeff Tomei, Jerry Cantrell
- Miksowanie: Jeff Tomei
- Inżynier dźwięku: Tim Harkins, Jeff Tomei
- Asystent inżyniera dźwięku: Jaime Sikora
- Mastering: George Marino
- Technik gitarowy: Brett Allen
- Projekt oraz wykonanie okładki: Pascal Brun and Comenius Röthlisberger, Team Switzerland
- A&R: Monte Conner
- Management: Bill Siddons for Siddons & Associates
- Aranżacja, teksty utworów: Jerry Cantrell